# Морона Сантяго
Морона Сантяго (на испански: Morona Santiago) е една от 24-те провинции на южноамериканската държава Еквадор. Разположена е в южната част на страната. Общата площ на провинцията е 23 796,80 км², а населението е 192 300 жители (по изчисления за 2019 г.). Провинцията е разделена на 12 кантона, някои от тях са:
1. Лимон Инданса
2. Морона
3. Палора
4. Сан Хуан Боско